# Timothy Zahn
Timothy Zahn, född 1 september 1951, är en amerikansk författare som i huvudsak skrivit i genren science fiction. Hans mest kända böcker är Thrawn-trilogin, men han har även skrivit andra böcker som utspelar sig i Star Wars-universumet. Thrawn-trilogin gjorde att böcker om Star Wars fick ett nytt uppsving och alla tre böckerna kom med på The New York Times bästsäljarlista.

### Blackcollar-serien
- The Blackcollar (1983)
- The Backlash Mission (1986)
- The Judas Solution (2006)

### Cobra-serien
- Cobra (1985)
- Cobra Strike (1986)
- Cobra Bargain (1988)

#### Cobra War-trilogin
- Cobra Alliance (2009)
- Cobra Guardian (2011)
- Cobra Gamble (2012)

#### Cobra Rebellion-trilogin
- Cobra Slave (2013)
- Cobra Outlaw (2015)
- Cobra Traitor (2018)

### Conquerors-trilogin
- Conquerors' Pride (1994)
- Conquerors' Heritage (1995)
- Conquerors' Legacy (1996)

### Star Wars

#### Thrawn-trilogin
- Heir to the Empire (1991)
- Dark Force Rising (1992)
- The Last Command (1993)

#### Hand of Thrawn-serien
- Specter of the Past (1997)
- Vision of the Future (1998)

#### Thrawn-serien
- Thrawn (2017)
- Thrawn: Alliances (2018)
- Thrawn: Treason (2019)

#### Thrawn Ascendancy
- Thrawn Ascendancy: Chaos Rising (2020)
- Thrawn Ascendancy: Greater Good (2021)
- Thrawn Ascendancy: Lesser Evil (2021)

#### Övriga Star Wars-romaner
- Survivor's Quest (2004)
- Outbound Flight (2006)
- Allegiance (2007)
- Choices of One (2009)
- Scoundrels (2013)

#### Grafiska romaner
- Mara Jade: By the Emperor's Hand; en grafisk roman med Michael A. Stackpole (1999)
- Mara Jade: A Night on the Town, serie i Star Wars Tales 1

### Dragonback-serien
- Dragon and Thief (2003)
- Dragon and Soldier (2004)
- Dragon and Slave (2005)
- Dragon and Herdsman (2006)
- Dragon and Judge (2007)
- Dragon and Liberator (2008)

### Quadrail or Frank Compton-serien
- Night Train to Rigel (2005)
- The Third Lynx (2007)
- Odd Girl Out (2008)
- The Domino Pattern (2009)
- Judgment at Proteus (2012)

### Manticore Ascendant
Serie skriven med David Weber och Thomas Pope
- A Call to Duty (2014)
- A Call to Arms (2015)
- A Call to Vengeance (2018)
- A Call to Insurrection (2022)

### Övriga romaner
- Spinneret (1985)
- A Coming of Age (1985)
- Triplet (1987)
- Deadman Switch (1988)
- War Horse (1990)
- The Icarus Hunt (1999)
- Angelmass (2001)
- Manta's Gift (2002)
- The Green and the Gray (2004)
- Terminator Salvation: From the Ashes (2009)
- Terminator Salvation: Trial by Fire (2010)
- Soulminder (2014)
- Cloak (2015)
- Starcraft Evolution (2016)
- The Icarus Plot (2022)